# Обыкновенная колпица
Ко́лпица, или обыкновенная колпица (лат. Platalea leucorodia) — болотная птица семейства ибисовых, подсемейства колпицы.

## Общая характеристика
Обыкновенная колпица достигает длины 1 м, массы в 1,2—2 кг. Размах крыльев 115—135 см. Окраска обыкновенной колпицы белая, клюв и ноги чёрные. В брачном наряде у колпиц развивается хохолок на затылке и охристое пятно в основании шеи.

## Распространение
Колпица гнездится в Южной Европе, реже в Западной Европе, также в Азии и Северной Африке. В России эта птица встречается на юге в Краснодарском крае, на озере Маныч-Гудило, в низовьях рек Дон, Волга, Терек, а также на юге Забайкальского края, Красноярского края, в Туве и Хакасии. Европейские колпицы зимуют в Центральной и Восточной Африке, азиатские — в Индии и Китае.

## Образ жизни
Обыкновенные колпицы населяют мелкие водоёмы или мелкие, медленнотекущие реки с илистым дном, как пресные, так и солёные озёра. Живут обычно небольшими стаями, иногда примыкая к стаям других водных птиц, например караваек и некоторых цапель. В полёте колпица похожа на аиста: она летит, вытянув вперёд шею.

### Питание
Обыкновенные колпицы питаются личинками насекомых, кольчатыми червями, ракообразными, мальками рыб, лягушками, иногда водными растениями.

### Размножение
Колпицы гнездятся в тростнике, на деревьях или кустах низко над водой, отдельными колониями или смешанными с другими видами. По количеству колонии колпиц бывают самыми различными — от 6 птиц до 160 особей. В кладке обычно 3—6 яиц, которые насиживают оба члена пары в течение 21—25 суток. Птенцов выкармливают также вместе. Первоначально птенцы имеют мягкий и толстый клюв, который становится характерной для колпиц формы через 5—6 недель. При кормёжке птенцы засовывают свой клюв в пищевод родителей, откуда достают отрыгнутую пищу. В гнезде птенцы сидят 28 дней, затем собираются вместе с птенцами из соседних гнёзд. Летать птенцы начинают в возрасте около 49 дней.

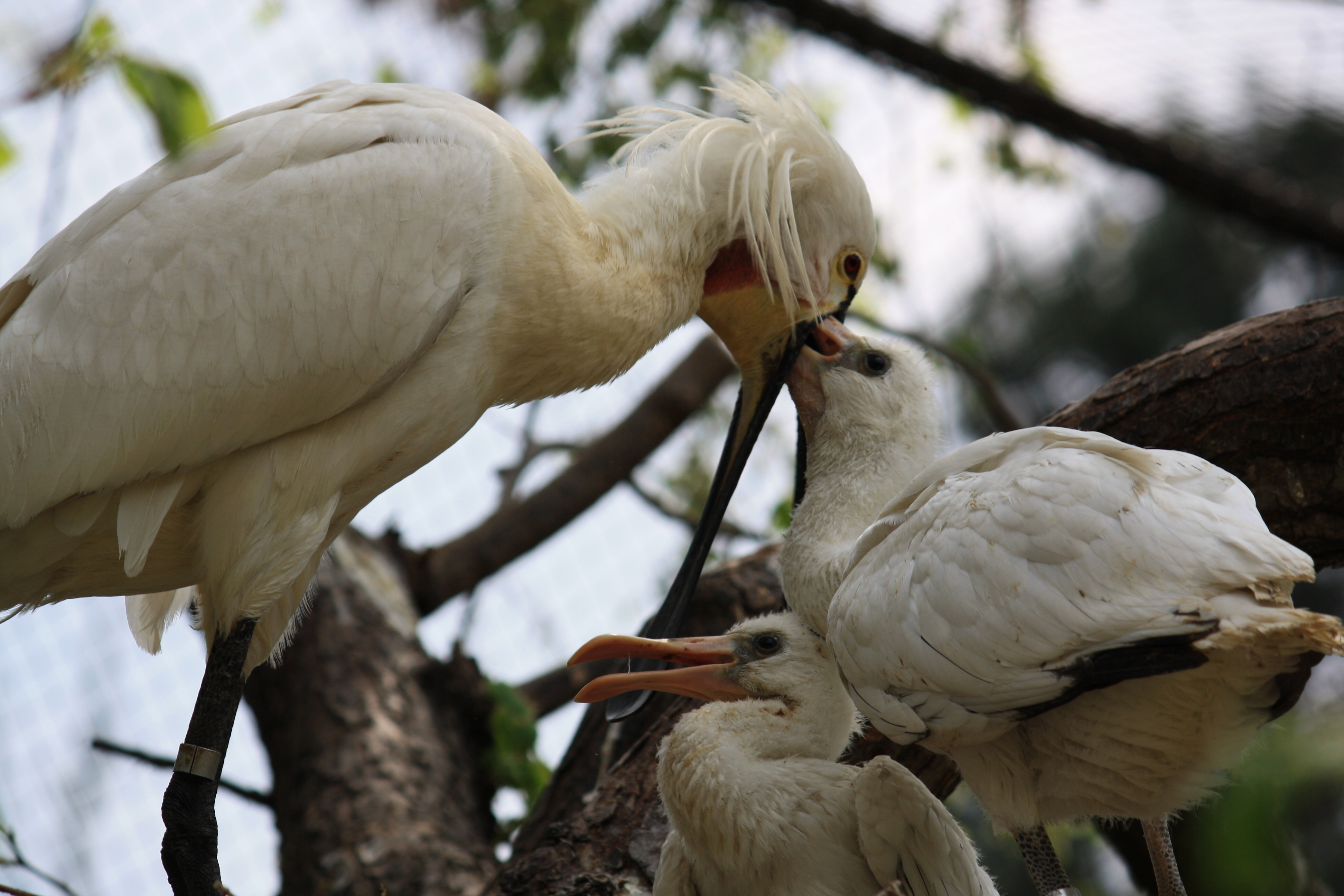
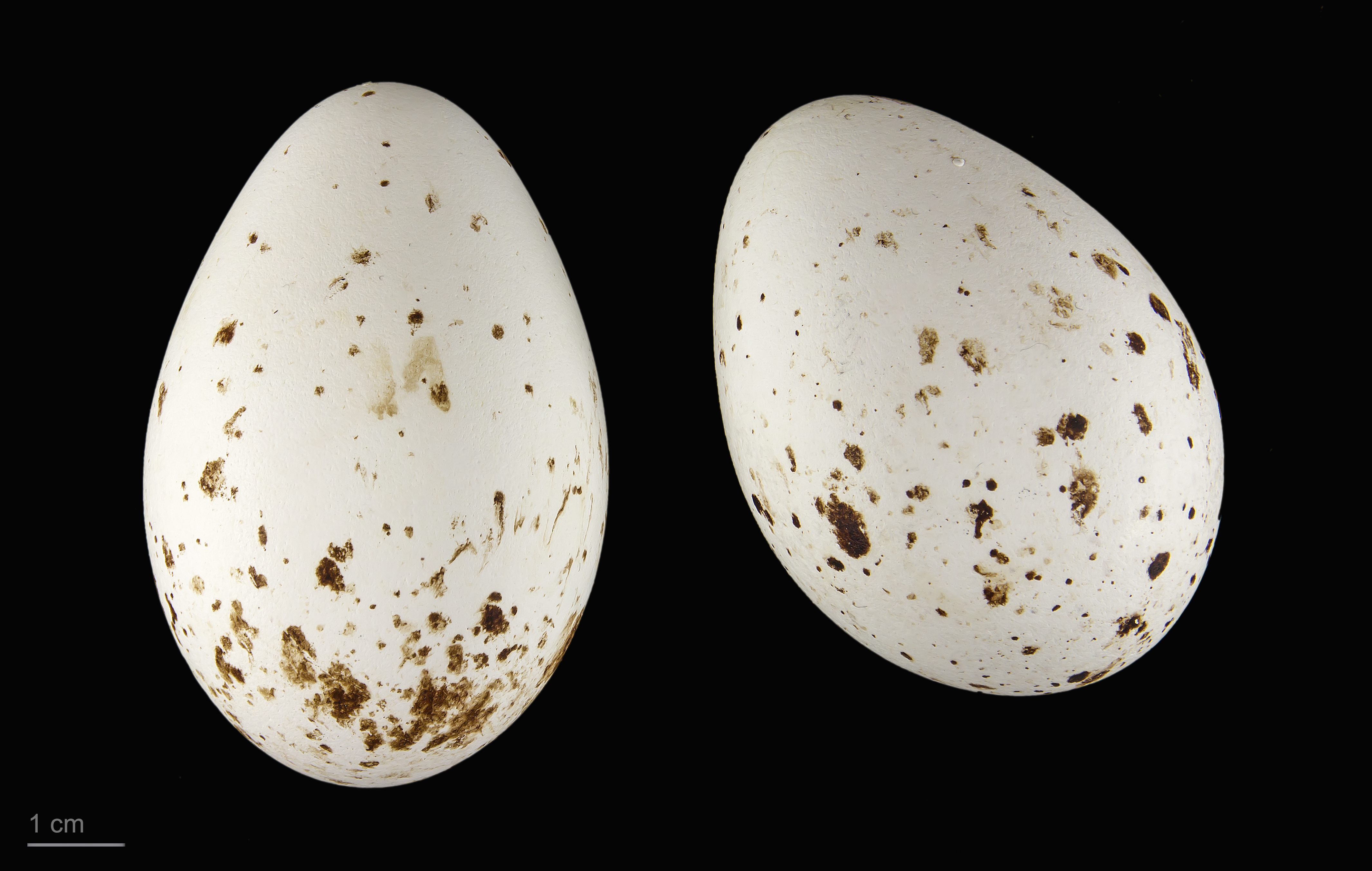
Яйцо Platalea leucorodia — Тулузский музей

## Охрана
Обыкновенная колпица занесена в Красные книги России и Казахстана.

## Изображения

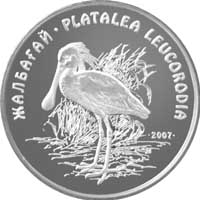
Колпица на памятной монете Казахстана из серии «Красная книга Казахстана»
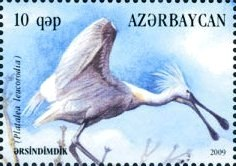
На почтовой марке Азербайджана
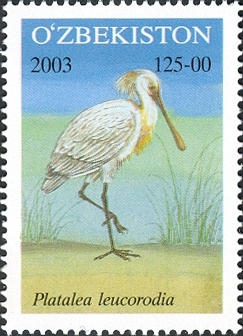
На почтовой марке Узбекистана
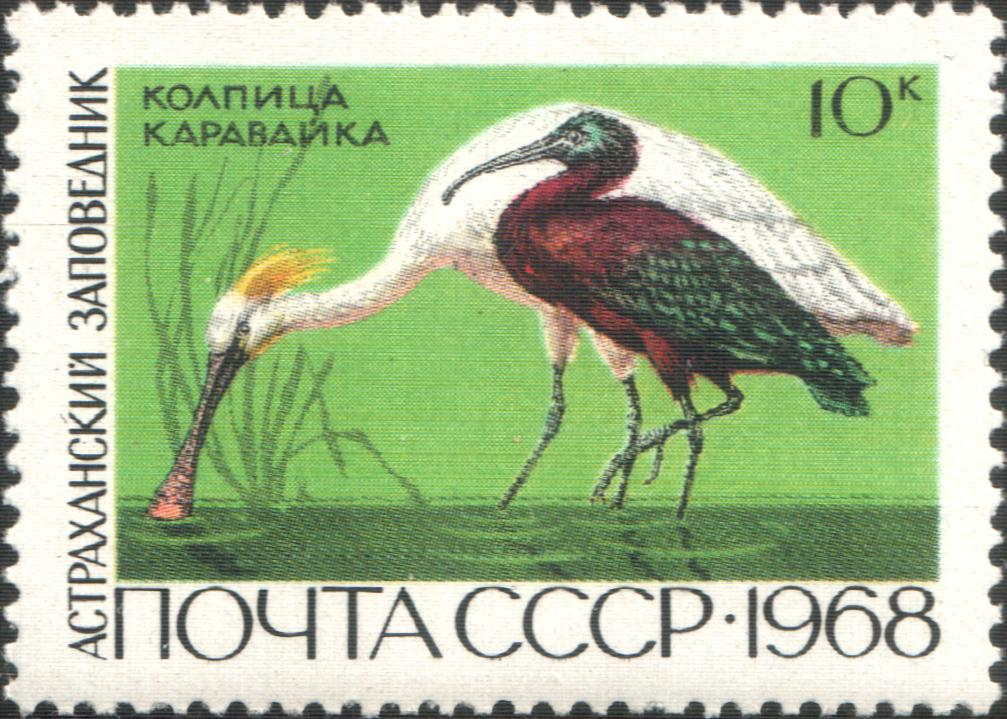
Почтовая марка СССР, 1968